# Klippmålningarna i Tsodilo
Klippmålningarna i Tsodilo i Botswana har kallats Öknens Louvren då den har en av de största samlingarna av klippmålningar i världen. Över 4 500 målningar finns i ett område på 10 km² i Kalahariöknen, nordvästra Botswana, nära den namibiska  gränsen. För lokalbefolkningen är Tsodilo en vördad plats för förfäders andar. Enligt arkeologiska fynd har det bott människor i området i 22 000 år. 2001 upptogs de på Unescos världsarvslista.

## Geografi

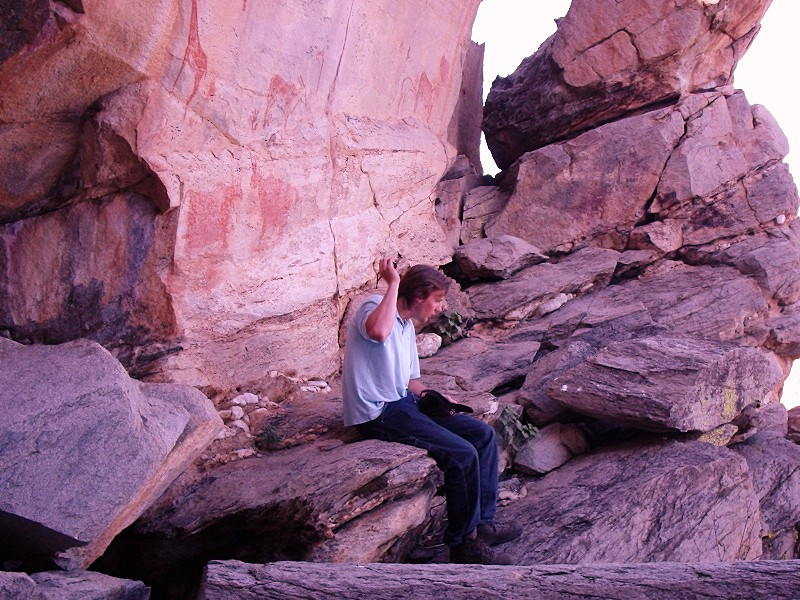
Laurens van der Posts pannå, 2006

Det finns fyra större kullar i Tsodilo. Den högsta är 1 400 meter och ligger på koordinaterna 18°46′18″S 21°45′15″Ö / 18.77167°S 21.75417°Ö. Detta är Botswanas högsta punkt. De fyra kullarna beskrivs allmänt som "Mannen", detta är den högsta, "Kvinnan", "Barnet" och en kulle utan namn.
Det finns ett campingområde mellan de två största kullarna, med duschar och toaletter. Detta är nära den mest kända av målningarna, Laurens van der Postpannån. Kullarna nås genom en brant grusväg och är ligger omkring 40 km från Shakawe. Vid campingen ligger även ett litet museum. Här finns även en start- och landningsbana.

## Kulturellt värde
Kullarna är av stort kulturellt och andligt värde för Sanfolket i Kalahariöknen. Man tror att grottorna och hålor på "Kvinnan"-kullen är viloplatser för de avlidna och olika gudar som styr världen därifrån. Den mest vördade platsen ligger nära toppen på "Mannen", där det sägs att den första anden knäböjde och bad efter skapelsen. Sanfolket tror att man ännu kan se den första andens knäavtryck i berget.
I nordvästra delen av kullen kallad "Kvinnan", ligger en bit upp en gammal gruva som är fylld med vatten. Vattnet ses som heligt vatten och sägs skänka tur till de som tvättar sina ansikten med det.

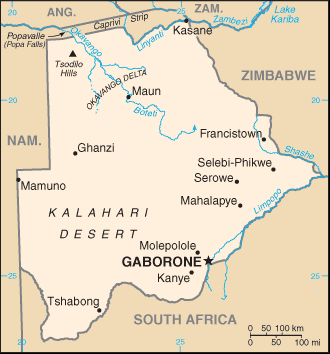
Karta över Botswana

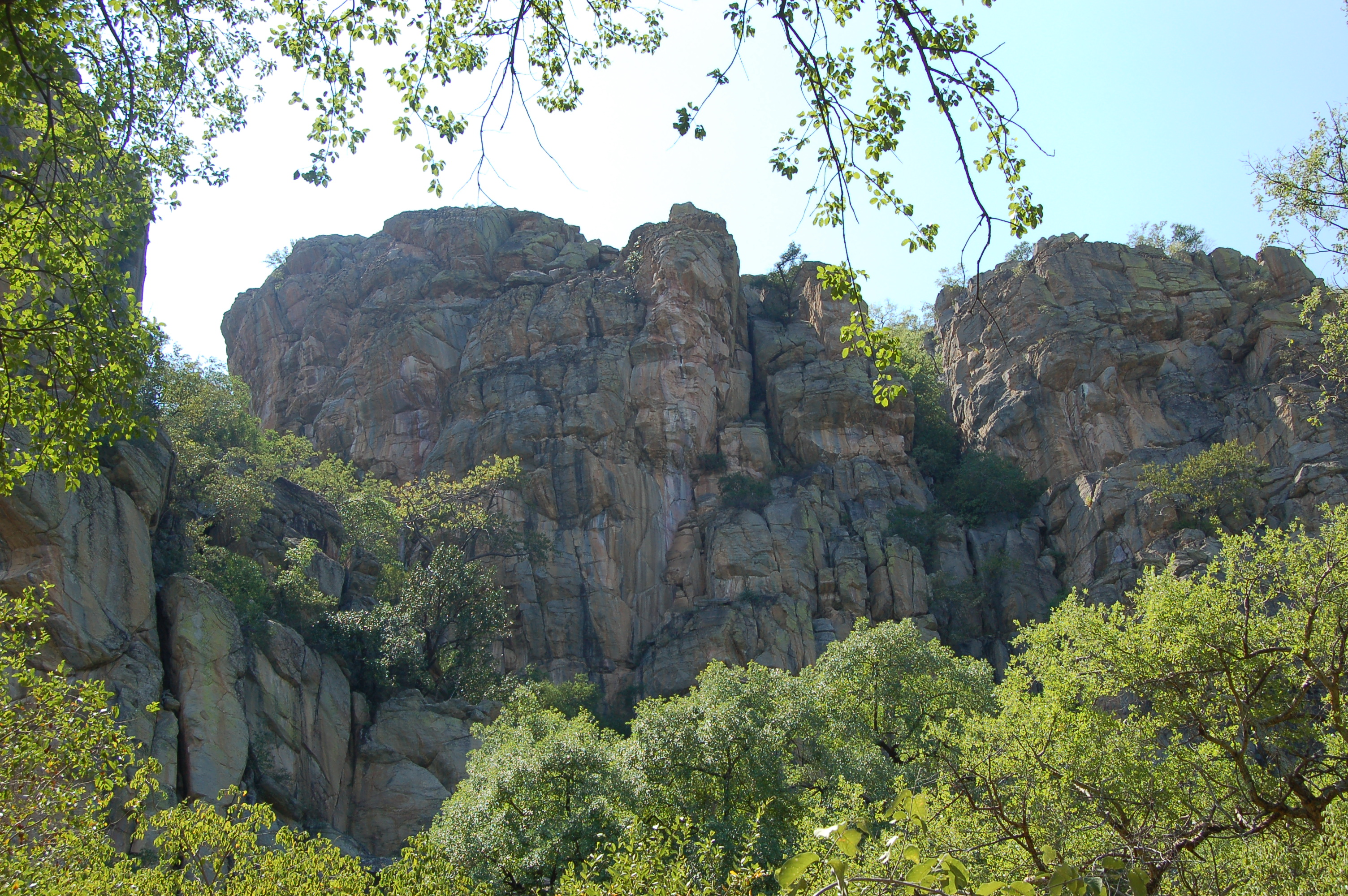
Tsodilo i nordvästra Botswana.

## Klippmålningarna
De flesta av klippmålningarna finns på "Kvinnan". De mest välkända är "Valen", "Två noshörningar" och "Lejonet" på östra hällen av "Fadern". Några målningar har daterats till så tidigt som 24 000 år före nutid. Det är en enorm mängd målningar, men relativt få på de avsides belägna kullarna. Här finns så många målningar på undangömda platser att man förmodligen inte hittat alla.
Nyligen har man skapat gångvägar och satt upp skyltar, men målningarna är svåra att hitta utan en kunnig guide, vilket dock är ett krav för att få gå här. Detta ger inkomst till den lokala ekonomin och hjälper till att skydda området.

## Människans första ritualer?
En nyligen gjord upptäckt av 70 000 år gamla artefakter och en pytonorms huvud i sten verkar visa på de första kända mänskliga ritualerna.
Lärda har tidigare trott att det mänskliga intellektet inte nått en tillräckligt sofistikerad nivå för att genomföra organiserade andliga ritualer och aktiviteter förrän omkring 40 000 år sedan i Europa, men inne i en grotta i Tsodilo, har arkeologer hittat enorma stenskulpturer av en pytonorm som vördades och offrades till så tidigt som för 70 000 år sedan. Den är omkring så hög som en människa och är cirka 6 meter lång. 
"Du kunde se munnen och ögonen på ormen. Den såg ut som en riktig pyton, sa Sheila Coulson vid Oslo universitet. "Solljusets lek över fördjupningarna gav dem ett utseende av ormhud. På natten gav eldskenet en känsla av att ormen faktiskt rörde sig".
När Coulson och hennes kollegor grävde en testgrop intill stenfiguren, hittade de spjutspetsar av sten, som kunde ha förts till grottan från hundratals kilometer bort. Forskarne har kommit fram till att spjutspetsarna brändes i vad som bara kan beskrivas som en slags ritual. 
"Våra fynd innebär att människor var mer organiserade och hade större kapacitet för abstrakt tänkande i ett mycket tidigare stadium i historien än vi tidigare antagit", sa Coulson. "Alla tecken tyder på att Tsodilo har varit känt för mänskligheten i nära 100 000 år som en mycket speciell plats i det förhistoriska landskapet."